# Liste der Kulturdenkmäler in Udenheim
In der Liste der Kulturdenkmäler in Udenheim sind alle Kulturdenkmäler der rheinland-pfälzischen Ortsgemeinde Udenheim aufgeführt. Grundlage ist die Denkmalliste des Landes Rheinland-Pfalz (Stand: 25. März 2025).

## Einzeldenkmäler
| Bezeichnung                | Lage                         | Baujahr                    | Beschreibung | Bild                           |
| -------------------------- | ---------------------------- | -------------------------- | --- | ------------------------------ |
| Evangelische Bergkirche    | An der Bergkirche 10 Lage    | Mitte des 13. Jahrhunderts | ehemals St. Pankratius; Westturm und Langhausteile aus der Mitte des 13. Jahrhunderts, spätgotischer Umbau 1518–27; im Turm: sogenannter Palmenstein, spätgotischer Bildstock, 15. Jahrhundert; ehemaliger Friedhof, 19. Jahrhundert; drei Gruppen barocker und gründerzeitlicher Grabmäler, 18. und 19. Jahrhundert; neuklassizistisches Kriegerdenkmal 1914/18, 1920er Jahre | weitere Bilder Fotos hochladen |
| Treppenturm                | Ludwigstraße, an Nr. 13 Lage | um 1600                    | Renaissance-Treppenturm, um 1600; im Wohnhaus Renaissance-Gewände | Fotos hochladen                |
| Evangelisches Gemeindehaus | Marktplatz 4 Lage            | 1929                       | Putzbau mit Vorhalle, 1929 | BW                             |
| Evangelischer Glockenturm  | Marktplatz 11 Lage           | um 1900                    | neugotischer Sandsteinquaderbau, um 1900 | Fotos hochladen                |

## Ehemalige Kulturdenkmäler
| Bezeichnung | Lage                                | Baujahr                     | Beschreibung                                                      | Bild            |
| ----------- | ----------------------------------- | --------------------------- | ----------------------------------------------------------------- | --------------- |
| Wegweiser   | südlich des Ortes an der L 430 Lage | Anfang des 19. Jahrhunderts | Gusseisen, Anfang des 19. Jahrhunderts; aus Denkmalliste gelöscht | Fotos hochladen |